# 에두아르도 프레이 몬탈바 기지

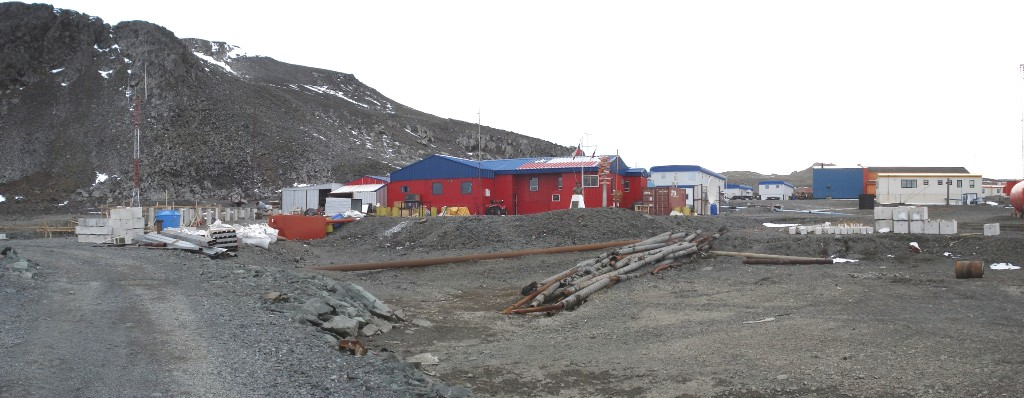
에두아르도 프레이 몬탈바 기지

에두아르도 프레이 몬탈바 기지(Base Presidente Eduardo Frei Montalva)는 칠레의 남극관측기지이다.

## 개요
남극의 킹조지섬에 위치해 있다. 남위 62도 12분 0초, 서경 58도 57초 51분 거리에 있다. 1969년 설치되었으며, 당시 칠레 대통령이었던 에두아르도 프레이 몬탈바(Eduardo Frei Montalva)의 이름에서 기지 이름을 땄다. 주위에는 러시아의 남극관측기지인 베링구스하우젠 기지가 있다. 기지 부지 내에 1,298m의 활주로가 있으며, 킹조지섬에서 남극관측기지를 운영하는 다른 나라에서도 이 활주로를 사용한다.

## 같이 보기
- 남극 기지